# Ämmeskogssjön
Ämmeskogssjön är en sjö i Säffle kommun i Värmland och ingår i Göta älvs huvudavrinningsområde. Sjön är 18 meter djup, har en yta på 1,11 kvadratkilometer och befinner sig 137 meter över havet. Sjön avvattnas av vattendraget Lillälven (Börkusälven).

## Delavrinningsområde
Ämmeskogssjön ingår i det delavrinningsområde (657489-131103) som SMHI kallar för Utloppet av Ämmeskogssjön. Medelhöjden är 177 meter över havet och ytan är 9,87 kvadratkilometer. Räknas de 12 avrinningsområdena uppströms in blir den ackumulerade arean 136,45 kvadratkilometer. Lillälven (Börkusälven) som avvattnar avrinningsområdet har biflödesordning 3, vilket innebär att vattnet flödar genom totalt 3 vattendrag innan det når havet efter 262 kilometer. Avrinningsområdet består mestadels av skog (81 procent). Avrinningsområdet har 1,19 kvadratkilometer vattenytor vilket ger det en sjöprocent på 12 procent.